# Teateråret 1867

## Årets uppsättningar

### Januari
- 28 januari - Ivar Hallströms opera Hertig Magnus och sjöjungfrun har urpremiär på Kungliga Teatern i Stockholm[1]

### Mars
- 11 mars - Giuseppe Verdis opera Don Carlos har urpremiär i Paris [2].

### April
- 27 april - Urpremiär för Gounods opera Romeo och Julia i Paris [3].

## Födda
- 3 april – Signe Widell, svensk skådespelare.
- 28 juni - Luigi Pirandello (död 1936), italiensk författare.
- 31 juli - Lotten Lundberg-Seelig, svensk skådespelare.
- 11 augusti - Hobart Bosworth (död 1943), amerikansk skådespelare, regissör och producent.
- 9 december - Léon Xanrof (död 1953), fransk pjäsförfattare och kompositör.
- Jenny Tschernichin-Larsson (död 1937), svensk skådespelare och manusförfattare.
- Johan Fahlstrøm (död 1938), norsk skådespelare, teaterledare och teaterregissör.

## Avlidna
- 7 juli - François Ponsard, 53, fransk författare och dramatiker.
- 3 oktober - Hedda Hjortsberg, 90, svensk dansare.

### Fotnoter
1. ↑  ”Teaterannons”. Dagens Nyheter:  s. 1. 28 januari 1867. http://arkivet.dn.se/tidning/1867-01-28/631/1. Läst 28 januari 2017.
2. ↑  ”San Diego Opera”. Arkiverad från originalet den 4 juni 2011. https://web.archive.org/web/20110604034523/http://sdopera.com/Operapaedia/DonCarlo. Läst 24 mars 2011.
3. ↑  ”San Diego Opera”. Arkiverad från originalet den 4 juni 2011. https://web.archive.org/web/20110604034417/http://sdopera.com/Operapaedia/RomeoandJuliet. Läst 23 mars 2011.